# Sobibór
Pour le camp d'extermination nazi, voir camp d'extermination de Sobibor.
Sobibór (prononciation [so'bibur]) est un village de la gmina de Włodawa, du powiat de Włodawa, dans la voïvodie de Lublin, situé dans l'est de la Pologne. Il est situé près du Boug, rivière matérialisant la frontière avec la Biélorussie et l'Ukraine.
Il se situe à environ 11 kilomètres au sud-est de Włodawa (siège de la gmina et du powiat) et 80 kilomètres à l'est de Lublin (capitale de la voïvodie).

Au sud et à l'ouest se trouve une réserve naturelle appelée parc paysager de Sobibór.
Le village comptait une population de 491 habitants en 2011.

## Histoire
Pendant la Seconde Guerre mondiale, le Centre d'extermination de Sobibór fut bâti par les Nazis à l'extérieur du village.

## Administration
De 1975 à 1998, le village était attaché administrativement à l'ancienne voïvodie de Chełm.

Depuis 1999, il fait partie de la nouvelle voïvodie de Lublin.